# Бензфетамин
Бензфетамин (N-бензил-N-метил-1-фенилпроан-2-амин) — замещенный амфетамин. Относится к психотропным веществам, оборот которых в РФ ограничен и в отношении которых допускается исключение некоторых мер контроля.
Бензфетамин это анорексигенный препарат, способствующий, прежде всего, снижению веса за счет уменьшения аппетита. Он также немного повышает метаболизм.

## Использование
Используется в течение короткого времени вместе с одобренной врачом диетой, физическими упражнениями и поведенческой программой для снижения веса. Назначается при ожирении людям, которые не смогли похудеть с помощью физических упражнений и диеты.

## Фармакология
Бензфетамин является симпатомиметическим амином и классифицируется как анорексиген. Основная функция препарата - снижение аппетита, что в свою очередь уменьшает потребление калорий.
Хотя механизм действия симпатомиметических средств для подавления аппетита при лечении ожирения до конца не известен, эти препараты обладают фармакологическими эффектами, сходными с эффектами амфетаминов. Считается, что амфетамин и родственные симпатомиметические препараты (такие как бензфетамин) стимулируют высвобождение норадреналина и/или дофамина из мест хранения в нервных клетках латерального гипоталамического центра питания, тем самым вызывая снижение аппетита. Это высвобождение происходит через связывание бензфетамина с VMAT2 и ингибирование его функции, вызывая высвобождение этих нейротрансмиттеров в синаптическую щель через их транспортеры обратного захвата. Тахифилаксия и толерантность были продемонстрированы всеми препаратами этого класса.
Период полураспада бензфетамина составляет 4-6 часов.

## Противопоказания
Бензфетамин противопоказан пациентам с развитым атеросклерозом, симптоматическими сердечно-сосудистыми заболеваниями, гипертонией средней и тяжелой степени, гипертиреозом, гиперчувствительностью или идиосинкразией к симпатомиметическим аминам, глаукомой, а также тем, кто недавно принимал ингибиторы моноаминоксидазы. Бензфетамин не следует назначать пациентам, находящимся в возбужденном состоянии или имеющим в прошлом склонность к злоупотреблению наркотиками.

## Побочные эффекты
При хронической интоксикации бензфетамином возникает истощение нервной системы и организма в целом, развивается бессонница, раздражительность, психопатологические изменения личности. Наиболее частым осложнением является интоксикационный психоз, который по своим проявлениям схож с шизофренией. Соматические нарушения представлены следующими симптомами:
- беспокойство, тремор, головокружения, головные боли
- тахикардия, аритмии, сосудистая гипертония и сердечно-сосудистый коллапс
- тошнота, рвота, диарея, боли в животе
- дизурия, задержка мочи, почечная недостаточность
- бледность кожи, дерматозы
- дефицит массы тела
- обезвоживание, электролитный дисбаланс